# Microglanis cottoides
Microglanis cottoides es una especie de peces de la familia Pseudopimelodidae en el orden de los Siluriformes.

## Morfología
• Los machos pueden llegar alcanzar los 6,8 cm de longitud total.
- Número de  vértebras: 30.[1][2]

## Hábitat
Es un pez de agua dulce y de clima tropical.

## Distribución geográfica
Se encuentran en Sudamérica: Brasil ( cuencas de Laguna dos Patos y del río Uruguay) y Uruguay.